# Бохемско кралство
Бохемското кралство или понякога наричано Чешко кралство (на чешки: České království; на немски: Königreich Böhmen; на латински: Regnum Bohemiae или Regnum Czechorum) е държава в региона Бохемия в Западна Европа, чиято територия обхваща съвременната Чешка република. В определено време от историята си е обхващало и части от съвременна Австрия, Германия, Италия, Полша, Словакия, Словения и Украйна (област Рутения). Кралството е било част от Свещената римска империя, а кралят е бил курфюрст на империята до разпускането си през 1806 г. От 1526 г. кралството е управлявано от династията на Хабсбургите и Лотаргините.
След разпадането на Свещената римска империя територията става част от Австрийската империя, а след това и на Австро-Унгария от 1867 г. В последните години на Австро-Унгария, Бохемия е най-модерният и икономически проспериращ регион в империята. В кралския двор се използват чешкият, латинският и немският език, в зависимост от владетеля и периода.
След поражението на Централните сили в Първата световна война, както кралството, така и империята се разпадат. Бохемия става основна част от новосформираната Чехословашка република.